# Championnat de Colombie de football 1953
Navigation
Saison précédente Saison suivante
La saison 1953 du Championnat de Colombie de football est la sixième édition du championnat de première division professionnelle en Colombie. Les douze meilleures équipes du pays sont regroupées au sein d'une poule unique, où elles s'affrontent deux fois, à domicile et à l'extérieur. À l'issue de la compétition, il n'y a pas ni promotion, ni relégation.
C'est le CD Los Millonarios, double tenant du titre, qui remporte à nouveau la compétition, après avoir terminé en tête du classement final, avec deux points d'avance sur le Deportes Quindio et quatre sur le Boca Juniors de Cali. C'est le quatrième titre de champion de l'histoire du club, en seulement six ans.
Comme lors de la saison dernière, trois équipes déclarent forfait pour cette saison pour des raisons financières. Il s'agit de l'Universidad de Bogota, de l'América de Cali et du Deportivo Manizales
L'Atlético Bucaramanga abandonne la compétition en cours de saison et perd les dix derniers matchs à jouer sur le score de 1 à 0.

## Les clubs participants
| - Independiente Santa Fe - Sporting de Barranquilla - CD Los Millonarios - Boca Juniors de Cali - Atlético Junior - Unión Magdalena | - Atlético Nacional - Deportivo Cali - Deportivo Pereira - Atlético Bucaramanga - Cucuta Deportivo - Deportes Quindio |

## Compétition
Le barème utilisé pour établir le classement est le suivant :
- Victoire : 2 points
- Match nul : 1 point
- Défaite : 0 point

### Classement
| Rang | Équipe                   | Pts | J  | G  | N | P  | Bp | Bc | Diff |
| ---- | ------------------------ | --- | -- | -- | - | -- | -- | -- | ---- |
| 1    | CD Los MillonariosT      | 35  | 22 | 14 | 7 | 1  | 51 | 22 | +29  |
| 2    | Deportes Quindío         | 33  | 22 | 14 | 5 | 3  | 66 | 40 | +26  |
| 3    | Boca Juniors de Cali     | 31  | 22 | 13 | 5 | 4  | 44 | 30 | +14  |
| 4    | Independiente Santa Fe   | 29  | 22 | 12 | 5 | 5  | 57 | 30 | +27  |
| 5    | Cúcuta Deportivo         | 26  | 22 | 11 | 4 | 7  | 58 | 42 | +16  |
| 6    | Deportivo Cali           | 26  | 22 | 9  | 8 | 5  | 38 | 30 | +8   |
| 7    | Atlético Nacional        | 25  | 22 | 10 | 5 | 7  | 57 | 45 | +12  |
| 8    | Unión Magdalena          | 15  | 22 | 6  | 3 | 13 | 35 | 58 | -23  |
| 9    | Sporting de Barranquilla | 15  | 22 | 6  | 3 | 13 | 38 | 68 | -30  |
| 10   | Atlético Junior          | 15  | 22 | 4  | 7 | 11 | 38 | 53 | -15  |
| 11   | Deportivo Pereira        | 14  | 22 | 6  | 2 | 14 | 42 | 72 | -30  |
| 12   | Atlético Bucaramanga     | 0   | 22 | 0  | 0 | 22 | 11 | 45 | -34  |

|  | Champion de Colombie 1953 |
|  | T: Tenant du titre        |

### Matchs
| Résultats (▼dom., ►ext.) | BJC | BUC | CAL | CUC | JUN | MAG | MIL | MUN | PER | QUI | SFE | SPB |
| Boca Juniors de Cali     |     | 4-1 | 2-0 | 3-2 | 3-1 | 2-2 | 1-2 | 1-0 | 1-0 | 2-1 | 1-1 | 0-1 |
| Atlético Bucaramanga     | 0-1 |     | 0-1 | 0-1 | 2-5 | 0-1 | 0-1 | 0-1 | 0-1 | 0-1 | 1-2 | 0-1 |
| Deportivo Cali           | 2-2 | 1-0 |     | 3-3 | 2-2 | 1-1 | 2-4 | 0-1 | 2-2 | 1-2 | 1-0 | 5-2 |
| Cúcuta Deportivo         | 2-2 | 5-3 | 0-1 |     | 3-1 | 4-0 | 0-0 | 2-1 | 3-0 | 1-3 | 5-0 | 6-0 |
| Atlético Junior          | 1-3 | 1-0 | 1-1 | 2-2 |     | 2-0 | 2-2 | 0-4 | 5-0 | 3-3 | 1-2 | 0-3 |
| Unión Magdalena          | 1-2 | 1-0 | 0-1 | 1-3 | 2-1 |     | 0-2 | 3-3 | 5-1 | 5-3 | 1-4 | 1-3 |
| CD Los Millonarios       | 3-1 | 5-1 | 3-1 | 2-1 | 4-1 | 5-3 |     | 1-1 | 5-0 | 0-1 | 1-1 | 4-2 |
| Atlético Nacional        | 1-1 | 5-1 | 1-5 | 5-2 | 3-0 | 5-2 | 2-2 |     | 1-3 | 3-3 | 3-2 | 7-2 |
| Deportivo Pereira        | 1-5 | 3-1 | 1-3 | 4-5 | 2-1 | 4-2 | 0-2 | 4-7 |     | 3-5 | 1-2 | 3-3 |
| Deportes Quindío         | 1-3 | 2-1 | 1-1 | 3-2 | 6-2 | 5-2 | 1-1 | 4-1 | 7-2 |     | 1-0 | 8-3 |
| Independiente Santa Fe   | 5-0 | 1-0 | 0-0 | 4-1 | 3-3 | 7-0 | 1-1 | 4-1 | 5-4 | 3-4 |     | 6-0 |
| Sporting de Barranquilla | 2-4 | 1-0 | 2-4 | 4-5 | 3-3 | 0-2 | 0-1 | 3-1 | 2-3 | 1-1 | 0-4 |     |

## Bilan de la saison
| Championnat de Colombie de football 1953 |                               |
| Champion                                 | CD Los Millonarios (4e titre) |
| Promotions et relégations                |                               |
| Promus en Primera A                      | Aucun                         |
| Relégués en Primera B                    | Aucun                         |